# تفجير تي دبليو إيه الرحلة 840
تي دبليو إيه الرحلة 840 طائرة بوينغ 727-231 كانت تحمل علي متنها 114 راكبا و7 من أفراد الطاقم في رحلة طيران من روما إلي القاهرة عبر أثينا في 2 أبريل 1986 وأثناء منتصف الرحلة الأولي من روما إلي أثينا فوق سماء مدينة آرغوس اليونانية أنفجرت قنبلة قد قتل 4 ركاب وجثتهم قد خرجت عبر حفرة الطائرة وقد هبط الطيار ريتشارد «بيت» بيترسن بالطائرة بسلام في أثينا وجرح 7 ركاب خلال الانفجار وكانت الجبهة الشعبية لتحرير فلسطين أتهمت بمحاولة تفجير الطائرة.

## الضحايا
- ديميترا ستيلا كلوغ البالغة من العمر 9 أشهر من مدينة بيثيسدا بولاية ماريلاند.
- ماريا ستيلا كلوغ البالغة من العمر 25 عاما من مدينة بيثيسدا بولاية ماريلاند.
- البرتو اوسبينا البالغ من العمر 37 عاما من مدينة ستراتفورد بولاية كونيتيكت.
- ديميترا ستيلانوبولوس البالغ من العمر 52 عاما من مدينة بيثيسدا بولاية ماريلاند.